# Loxops
Loxops é um género de ave da família Fringillidae.

## Espécies
- Loxops caeruleirostris (Wilson, SB, 1890)
- Loxops coccineus (Gmelin, 1789)
- Loxops mana (Wilson, SB, 1891)
- Loxops ochraceus Rothschild, 1893
- Loxops wolstenholmei (Rothschild,, 1893)